# Anne Willem Carel van Nagell
Anne Willem Carel baron van Nagell, seigneur de Rijnenburg (par achat, de 1774 à 1780) et des deux Ampsen (de 1785 à 1851), né à La Haye le 4 janvier 1756 où il mourut le 16 décembre 1851, est un membre de la noblesse de Gueldre qui fit partie du cercle des familiers du stadhouder Guillaume V.
Gendre du baron Jacob Adriaan du Tour, il est le père de l'homme politique néerlandais Christien Jaques Adrien van Nagell van Ampsen.

## Carrière
Il avait débuté avant 1795 comme ambassadeur à Londres.
Il resta sans emploi durant presque toute la période franco-batave (1795-1811) et vécu alors du revenu de ses propriétés. Il rentra toutefois dans la vie politique en 1811 comme membre du conseil général du département du Haut-Yssel et ce jusqu'en 1813.
En 1814, il dirigea l'assemblée des notables pour l'approbation de la constitution. Il fut aussi président de l'assemblée chargé de l'inauguration à Amsterdam du prince souverain Guillaume le 30 mars 1814.
Le 6 avril 1814, Van Nagell devint secrétaire d'État chargé des affaires étrangères. Il exerça cette fonction jusqu'au 16 septembre 1815 et devint ensuite ministre des affaires étrangères comme successeur de Van Hogendorp.
Après son départ le 16 mai 1824, il fut nommé conservateur des collections royales avec une rémunération de 2 500 florins.
Il fit partie avec Melchior Goubau de la délégation chargée du concordat avec le pape Pie VII.